# Fernando Abadía (pelotari)
Fernando Luis Abadía (ca. 1968) es un pelotari argentino ganador de dos medallas de oro en los Campeonatos Mundiales de Pelota Vasca y una medalla de oro en los Juegos Olímpicos de Barcelona 1992, donde se incluyó a la pelota vasca como deporte de exhibición. Obtuvo también dos medallas de oro en los Juegos Panamericanos y otras dos en los campeonatos panamericanos de pelota vasca.  
Abadía se distingue por su dominio de la pelota de cuero, una disciplina de menor práctica en la Argentina, donde predomina la pelota de goma y formó una imbatible pareja con Fernando Elortondo, con quien ganó la medalla de oro en la especialidad de paleta cuero en trinquete, en dos campeonatos mundiales consecutivos. Pertenece al Club Atlético River Plate.

## Palmarés

### Campeón mundial
- 1990: trinquete, paleta cuero (Cuba).
- 1994: trinquete, paleta cuero (San Juan Luz).
- 2014: mano cambiada.

### Juegos Olímpicos de Barcelona 1992 (deporte exhibición)
- Paleta cuero en trinquete: medalla de oro.

### Juegos Panamericanos
- 1991, La Habana (exhibición): trinquete, paleta cuero (medalla de oro).
- 1995, Mar del Plata: frontón 36m, paleta cuero (medalla de oro).

### Campeonatos panamericanos de pelota vasca
- 1991, La Habana: trinquete, paleta cuero (medalla de oro).
- 1991, La Habana: frontón 36m, paleta cuero (medalla de oro).